# Paroedura androyensis
Espèce
Synonymes
- Phyllodactylus androyensis Grandidier, 1867
- Diplodactylus porogaster Boulenger, 1896

Statut de conservation UICN

 VU B1ab(iii) : Vulnérable
Paroedura androyensis est une espèce de geckos de la famille des Gekkonidae.

## Répartition
Cette espèce est endémique du Sud de Madagascar.

## Description

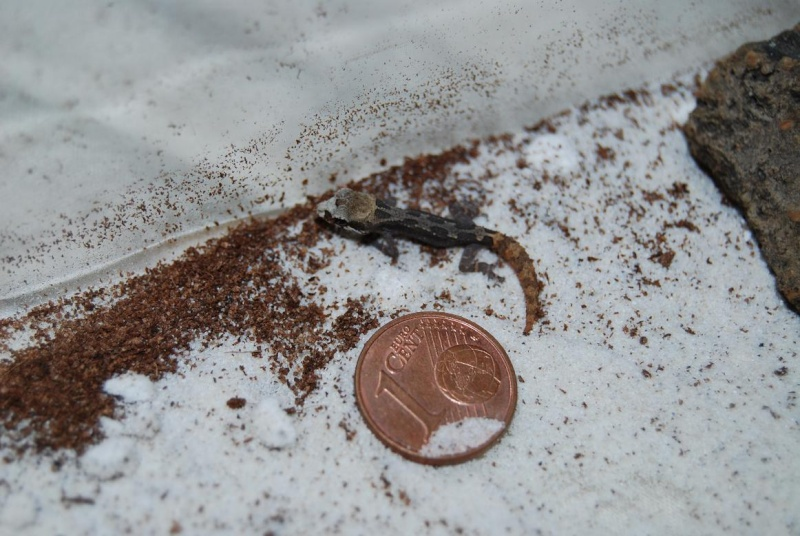
Paroedura androyensis juvénile

Ce gecko insectivore est calme, adulte il mesure entre 6 et 8 cm. Les mâles sont plus fins que les femelles, souvent ils sont aussi plus posés qu'elles, dans le doute il reste leurs signes distinctifs visibles en observant le bas-ventre. 
Il vit dans un climat relativement tempéré, entre 25 et 28 °C la journée ; il supporte un climat plus froid la nuit et dans un milieu légèrement humide.
L'espèce a la capacité comme beaucoup d'autres lézards de pouvoir changer de couleur selon son humeur, passer d'un marron chocolat à des dessins marron/noirs/crème, souvent quand il est en pleine activité la nuit. Ces dessins lui apportent le surnom de "Gecko Tigre". Une caractéristique le distingue clairement du fait qu'il maintient la plupart du temps la queue enroulée, qu'il peut faire vaciller selon son humeur également. Il se fond parfaitement dans l'écorce d'un arbre.

## Étymologie
Son nom d'espèce, composé de androy et du suffixe latin -ensis, « qui vit dans, qui habite », lui a été donné en référence au lieu de sa découverte.

## En captivité
Cette espèce se rencontre en terrariophilie.
Les femelles pondent les œufs par deux, et régulièrement lors de la période de ponte, ils sont très petits et fragiles, il faudra prendre un pinceau souple et volumineux (style fard à joue) qui sera plus adapté et délicat qu'un pinceau plat pour la recherche des œufs dans le sable, afin de les saisir en évitant de les abîmer une pince à épiler risque d'être nécessaire.
Méthode testée avec succès : L'incubation est à faire à "froid", contrairement à la majorité des geckos qui doivent être incubés à un minimum de 27 °C pour cette espèce une incubation à 25/26 °C est idéale, car au-dessus il n'y a aucune éclosion. Dans une boite en polystyrène (incubateur), il faut placer une boite plastique (type grillons) qui sera remplie d'environ 5 cm de fibre de coco humide et 2 cm de sable, dans l'incubateur. Celui-ci sera chauffée par un tapis chauffant fixé au-dessous et qui permettra de maintenir la température voulue. Pour l'humidité, elle est à vérifier tous les deux jours, selon son taux il faudra ou non y vaporiser de l'eau et simultanément laisser l'air se renouveler.
L'éclosion arrivera au bout d'environ 3 mois d'incubation, le jeune est à placer dans un environnement stérile et adapté à sa taille, il se nourrira au bout que quelques jours seulement, de micro grillons. Une cachette est nécessaire ainsi qu'une ou deux "branches", l'atmosphère doit être un minimum humide, il boira l'eau sur les parois. Supplémenter les grillons en Calcium et D3 est préféré.
Un jeune est simple à maintenir mais le constat est que le taux de mortalité est assez présent, sans raison apparente, le jeune peut mourir d'une heure à l'autre.

## Publication originale
- Grandidier, 1867 : Liste des reptiles nouveaux découverts, en 1866, sur la côte sud-ouest de Madagascar. Revue et Magazine de Zoologie (Paris), ser. 2, vol. 19, p. 232-234 (texte intégral).